# Suan Lam Mang
Suan Lam Mang (birm. ဆွန်လမ်မန်; ur. 28 lipca 1994) – mjanmański piłkarz grający na pozycji  pomocnika w tajskim klubie Muangkan United oraz reprezentacji Mjanmy.

## Kariera
Suan Lam Mang większość swojej kariery spędził w Mjanmie. Grał w klubach: Zwekapin United, Chin United, Yangon United FC i Shan United. Aktualnie reprezentuje barwy tajskiego Muangkan United.
Suan Lam Mang w reprezentacji Mjanmy zadebiutował 30 marca 2015 w meczu z Singapurem. Pierwszego gola zdobył 13 października 2015 w meczu przeciwko Laosowi.